# Jakačići
Jakačići is een plaats in de gemeente Gračišće in de Kroatische provincie Istrië. De plaats telt 152 inwoners (2001).